# Slovenia ai Giochi della XXXIII Olimpiade
La Slovenia ha partecipato ai Giochi della XXXIII Olimpiade, svoltisi a Parigi dal 26 luglio all'11 agosto 2024, con una delegazione di 97 atleti (incluse le riserve), 50 uomini e 47 donne, in 15 sport e 17 discipline.
I portabandiera alla cerimonia di apertura sono stati Benjamin Savšek e Ana Gros.

## Delegazione
| Sport                | Uomini | Donne | Totale |
| -------------------- | ------ | ----- | ------ |
| Arrampicata sportiva | 1      | 2     | 3      |
| Atletica leggera     | 2      | 5     | 7      |
| Canoa/kayak          | 2      | 2     | 4      |
| Canottaggio          | 1      | 1     | 2      |
| Ciclismo             | 4      | 3     | 7      |
| Ginnastica           | 0      | 2     | 2      |
| Golf                 | 0      | 2     | 2      |
| Judo                 | 1      | 5     | 6      |
| Nuoto                | 1      | 4     | 5      |
| Pallamano            | 17     | 17    | 34     |
| Pallavolo            | 13     | 0     | 13     |
| Taekwondo            | 1      | 0     | 1      |
| Tennistavolo         | 3      | 0     | 3      |
| Tiro con l'arco      | 1      | 1     | 2      |
| Vela                 | 3      | 3     | 6      |
| Totale               | 50     | 47    | 97     |